# Павленко, Леонид Иванович
Леонид Иванович Павленко (укр. Леонід Іванович Павленко; 28 августа 1934, с. Вольное, Станично-Луганский район, Сталинская область, Украинская ССР, СССР — 15 июня 2020, Киев, Украина) — советский украинский партийный и государственный деятель. Первый секретарь Волынского областного комитета КПУ. Депутат Верховного Совета СССР XI созыва. Народный депутат СССР (1989—1991). Кандидат экономических наук (1972).

## Биография
Родился 28 августа 1934 в селе Вольное Станично-Луганского района Сталинской области Украинской ССР (ныне село в составе Станично-Луганского района Луганской Народной Республики России).

### Образование
В 1952 окончил Ворошиловградский механический техникум.
Окончил Киевский государственный университет имени Т. Г. Шевченко.
В 1972 в Киеве в Институте экономики Академии наук Украинской ССР защитил диссертацию на соискание учёной степени кандидата экономических наук. Тема диссертации: «Экономическая эффективность и перспективы развития производства и применения пластмассовых труб в СССР».

### Трудовая деятельность
В 1952—1953 г. — мастер, начальник смены Липецкого завода чугунных труб РСФСР, мастер Ворошиловградский литейно-механического завода.
В 1953—1955 г. — служба в Советской армии.
С 1955 г. — техник-чертежник, техник-распределитель работ, заместитель начальника, начальник цеха Луганского трубопрокатного завода имени Якубовского.
Член КПСС с 1957.
В 1964—1965 г. — инженер-технолог Броварского завода порошковой металлургии в Киевской области.
С 1965 г. — заведующий отделом Броварского городского комитета КПУ Киевской области.
В 1973—1975 г. — председатель исполнительного комитета Броварского городского совета депутатов трудящихся Киевской области.
В 1975—1978 г. — председатель исполнительного комитета Броварского районного совета депутатов трудящихся, 1-й секретарь Броварского городского комитета КПУ Киевской области.
В апреле 1978—1987 г. — секретарь Киевского областного комитета КПУ.
В июле 1987 — мае 1990 г. — 1-й секретарь Волынского областного комитета КПУ.
Потом — на пенсии в городе Киеве.
Скончался 15 июня 2020 в киевской клинической больнице «Феофания». Похоронен на Байковом кладбище.

## Семья
Супруга — Павленко Зинаида Степановна, дочь, и три внука.

## Награды
- ордена
- медали